# Raušić
Raushiq en albanais et Raušić en serbe latin (en serbe cyrillique : Раушић) est une localité du Kosovo située dans la commune/municipalité de Pejë/Peć et dans le district de Pejë/Peć. Selon le recensement kosovar de 2011, elle compte 2 260 habitants.
En 2011, le village de Novi Raušić, qui jusqu'alors formait une entité à part, a été recensé avec Raushiq/Raušić.

## Histoire
Dans le village se trouve la tour-résidence de Fazli Buqoll, qui date des XVIIIe et XIXe siècles, et la tour-résidence de Binak Dina, qui remonte au XIXe siècle ; ces deux édifices sont proposés pour une inscription sur la liste des monuments culturels du Kosovo.

## Démographie

### Évolution historique de la population dans la localité
| 1948  | 1953  | 1961  | 1971  | 1981  | 1991  | 2011  |
| ----- | ----- | ----- | ----- | ----- | ----- | ----- |
| 1 051 | 1 158 | 1 383 | 1 918 | 2 551 | 2 720 | 2 260 |

|  |

### Répartition de la population par nationalités (2011)
En 2011, les Albanais représentaient 97,88 % de la population.